# مری دیلیس گلین
مری دیلیس گلین (انگلیسی: Mary Dilys Glynne; ۱۹ فوریهٔ ۱۸۹۵ – ۹ مهٔ ۱۹۹۱) بیماری‌شناس گیاهی و کوهنورد بریتانیایی بود. او اولین بیماری‌شناس گیاهی در ایستگاه تجربی راتمستد بود و به‌ویژه به بیماری‌های قارچی خاک‌زاد مانند زگیل سیب‌زمینی، آیزاسپات در گندم و پاخوره علاقه داشت. او روشی را برای شناسایی گونه‌های مقاوم محصولات کشاورزی در برابر این بیماری‌های قارچی کشف کرد و ثابت نمود که روش‌هایی مانند تناوب کشت فقط مشکل را تشدید می‌کنند. تحقیقات او منجر به افزایش بازدهی در کشاورزی شد که در دوران جنگ جهانی دوم اهمیت ویژه‌ای داشت و به همین دلیل نشان OBE را برای خدماتش در کشاورزی دریافت کرد.
گلین همچنین یک کوهنورد پرشور بود و چندین قله مشهور آلپ را صعود کرد. او دومین فرد و اولین زنی بود که آلپ جنوبی در نیوزیلند را فتح کرد.

## اوایل زندگی
گلین با نام کامل مری دیلیس گلین جونز در ۱۹ فوریه ۱۸۹۵ در بنگور، ولز در ولز شمالی به دنیا آمد. پدرش، جان گلین جونز، وکیل بود و مادرش، دیلیس لوید گلین جونز، دبیر (و بعدها معاون رئیس) انجمن ترویج آموزش دختران در ولز بود. این زوج پنج فرزند داشتند و گلین، فرزند میانی، دارای یک برادر و خواهر بزرگ‌تر و یک برادر و خواهر کوچک‌تر بود. خواهر بزرگ‌تر گلین، اریل اسمیت، پزشک و جمع‌آوری‌کننده گیاهان بود. مادر او یکی از بنیان‌گذاران مدرسه دخترانه بنگور بود و گلین در همان‌جا تحصیل کرد، سپس در مدرسه نورت لندن کالجیت، که ارتباطی نیز با مادرش داشت، ادامه تحصیل داد. او در سال ۱۹۱۷ مدرک خود را در رشته گیاه‌شناسی از کالج دانشگاهی ولز شمالی دریافت کرد و اندکی پس از آن، بخش «جونز» را از نام خانوادگی خود حذف کرد.

## بیماری‌شناسی گیاهی
بلافاصله پس از فارغ‌التحصیلی، گلین در بخش کشاورزی کالج دانشگاهی ولز شمالی یک موقعیت شغلی دریافت کرد، اما پس از چند ماه به‌عنوان داوطلب در ایستگاه تجربی راتمستد مشغول به کار شد، جایی که ای. جان راسل مدیر آن بود. وینیفرد برنچلی، اولین زنی که در علوم کشاورزی فعالیت داشت، به زودی به او یک موقعیت دائمی به عنوان دستیار گیاه‌شناسی در راتمستد پیشنهاد داد. گلین یکی از اعضای اصلی بخش قارچ‌شناسی بود که در سال ۱۹۱۸ تأسیس شد و بعدها بخش بیماری‌شناسی گیاهی را بنیان نهاد. اولین کار عمده گلین، مطالعه زگیل سیب‌زمینی، عامل بیماری زگیل سیب‌زمینی، بود. نسخه اصلاح‌شده‌ای از روش او برای شناسایی گونه‌های مقاوم به این بیماری، با نام روش گلین-لمرزال، هنوز هم استفاده می‌شود. این کار آن‌قدر قابل توجه بود که دانشگاه ولز در سال ۱۹۲۲ مدرک کارشناسی ارشد را برای دستاوردهایش به او اعطا کرد.
گلین در سال ۱۹۲۷ برنده جایزه دکتر جورجینا سویت در بریتانیا شد، که در کنفرانس وین فدراسیون بین‌المللی زنان دانشگاهی اعطا شد. این جایزه شامل یک سال مطالعه در استرالیا، تاسمانی و نیوزیلند بود که او در سال ۱۹۲۸ پس از گذراندن مدتی با دکتر سویت آغاز کرد. در این مدت، او در دانشگاه ملبورن کار کرد و با وزارت کشاورزی برای ترویج تکنیک‌های کشاورزی بهتر به سراسر کشور سفر کرد. در راه بازگشت، از چندین کشور آفریقایی دیدن کرد تا دربارهٔ مشکلات کشاورزی آن‌ها اطلاعات بیشتری کسب کند. در طول اقامتش در آفریقای جنوبی، او در نشست ۱۹۲۹ انجمن علمی بریتانیا شرکت کرد.
در دهه ۱۹۳۰، تمرکز گلین بر بیماری‌های غلات، به‌ویژه انواع خاک‌زاد، بود. او توانست ثابت کند که خوابیدگی گندم در نزدیکی زمان برداشت، ناشی از باد یا باران نیست، بلکه نتیجه پاخوره و آیزاسپات، دو بیماری قارچی خاک‌زاد، است. گلین نه‌تنها علت قارچی این بیماری را شناسایی و گونه‌های مقاوم‌تر غلات را مشخص کرد، بلکه اثبات نمود که تناوب زراعی مشکل را تشدید می‌کند. بر این اساس، او توصیه‌هایی دربارهٔ کاشت گونه‌های خاص غلات در زمین‌های آسیب‌دیده ارائه داد. گلین همچنین در سال ۱۹۳۵ Gibellina cerealis را کشف کرد، یک عامل بیماری‌زای قارچی که تصور می‌شود رومی‌ها آن را به بریتانیا وارد کرده‌اند.

## سایر علایق
یکی از علاقه‌های اصلی گلین، کوهنوردی و صخره‌نوردی بود، هرچند خانواده‌اش از این علاقه حمایت نمی‌کردند، زیرا پسرعموی مادرش، اوون گلین جونز، در سن ۳۲ سالگی در یک حادثه کوهنوردی در دنت بلانش جان باخت. با این حال، گلین در طول زندگی خود به کوهنوردی ادامه داد، از جمله در استرالیا و نیوزیلند در طول سفر تحقیقاتی‌اش. او دومین صعود موفق به آلپ جنوبی در نیوزیلند و اولین صعود توسط یک زن را ثبت کرد.
پس از بازگشت به اروپا، گلین قله‌های معروف آلپ مانند ماترهورن، مون بلان، La Meije و اگوی د درو را در دهه ۱۹۳۰ صعود کرد. او تا دهه ۱۹۶۰ به کوهنوردی ادامه داد و در سال ۱۹۶۳ کوه فوجی را در ژاپن فتح کرد.
گلین در دهه‌های ۱۹۵۰ و ۱۹۶۰ مجموعه‌ای از سخنرانی‌ها را برای انجمن جغرافیایی سلطنتی دربارهٔ انگکور وات و سایر مناطق کامبوج ارائه داد. نام او در راهنماهای چاپ‌شده گردشگری کامبوج ذکر شده است.